# Тальк
Тальк (англ. talc; нім. Talk) — мінерал, силікат шаруватої будови, що містить магній, кремній і кисень.

## Етимологія та історія
Назва походить від арабської назви мінералу talq. Синоніми — агаліт, жировик, стеатит. Стара українська назва тальку — лояк.

## Загальна характеристика
Хімічна формула: Mg3[Si4O10](OH)2.
Жирний на дотик. Головна складова частина мильного каменю або стеатиту. Сингонія моноклінна. Призматичний вид. Густина 2,78. За твердістю — один з найм'якших у світі мінералів — твердість за шкалою Мооса — 1 (за цією ознакою він увійшов у книгу Гіннеса-2001). Колір біло-зелений, білий, іноді з жовтуватим та буруватим відтінком. Блиск скляний, перламутровий полиск. Тонкі листочки прозорі або напівпрозорі. У шліфах безбарвний. Липкий, жирний на дотик, гідрофобний, хімічно інертний (добре протистоїть дії кислот і лугів). Змочений розчином нітрату кобальту, тальк при нагріванні набуває блідо-червоного кольору, чим відрізняється від пірофіліту, який забарвлюється в синій колір. Поганий провідник тепла та електрики. Вогнетривкий. Утворюється як продукт гідротермальної зміни ультраосновних порід, збагачених магнієм. Часто знаходиться з хромшпінелідами, карбонатами магнію, кальцитом. Також утворюється на контакті доломітів з інтрузивними виверженими породами при контактово-метасоматичних процесах. Зустрічається в асоціації з доломітом, хризолітом, актинолітом, турмаліном, магнетитом, піроксенами та амфіболами.

## Запаси і видобування

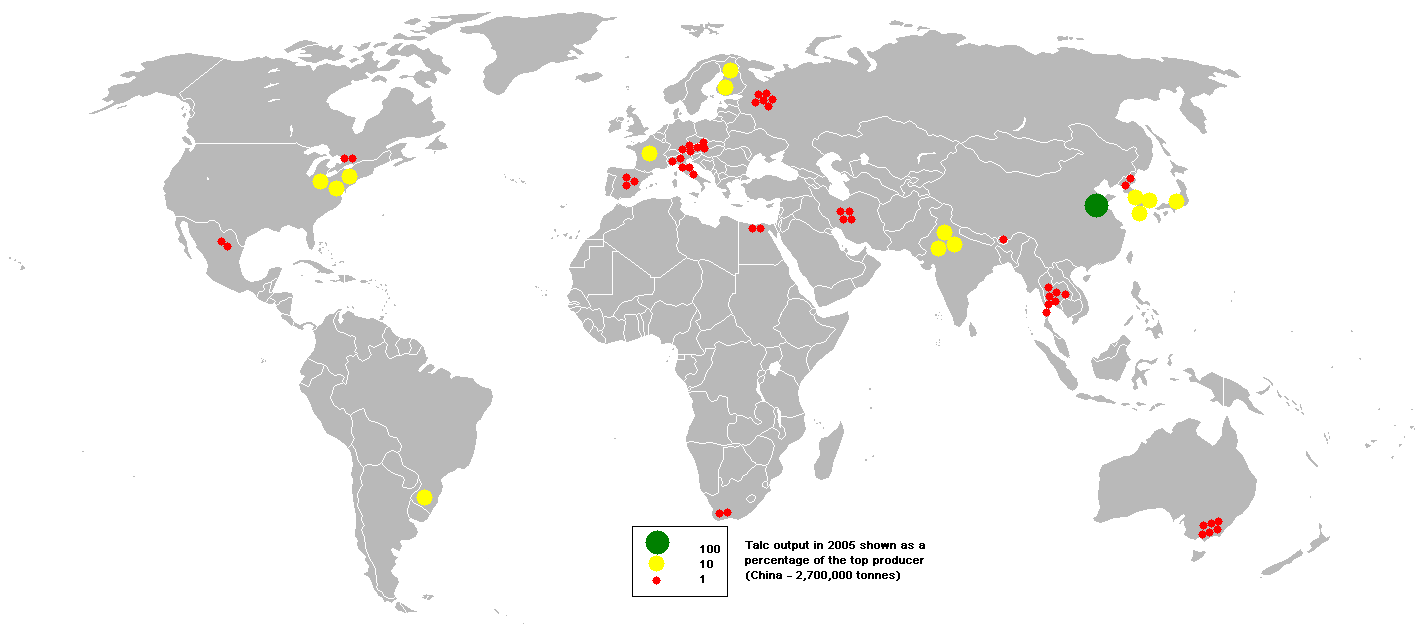
Талькові родовища, 2005

Тальк — головний мінерал талькових руд. Серед країн Заходу найбільші запаси тальку і талькового каменю мають США, Франція, Італія, Австрія, Норвегія та Індія. Запаси талькової сировини тільки в США оцінюються в 90 млн.т. Найзначущими в Україні є знайдені в кінці XX ст. поклади тальк-магнезитового каменю Веселянського родовища (розвідані запаси становлять понад 130 млн.т.), Правдинське родовище талько-магнезиту (запаси 105 млн.т.) а також Сухохутірська ділянка (обидві — Дніпропетровська область) з розвіданими запасами 75 млн.т. Попутний продукт збагачення — нікель-кобальтовий концентрат.
Серед світових родовищ можна виділити: Соботін (Чехія), Гьопферсґрюн (Баварія), Лобсдорф, Цьобліц (Саксонія) ФРН, Ґродзіще (Польща), Ціллерталь (Австрія), Хоспенталь (Швейцарія), Бріансон (Франція), Ґудбраннсдаль (Норвегія), родовище Шабровське (Катеринбург, Росія), Медок (Канада), Провіденс (США).
Крім власне тальку, в промисловості найчастіше використовують талькові породи, а саме: талькіти із вмістом тальку понад 70 % і талькові камені із вмістом тальку 35–70 %. Залежно від мінералогічного складу і технологічних властивостей розрізняють тальк-хлоритові, тальк-карбонатні, тальк-магнезитові та інші камені. Тальковий камінь має ще назву горшкового каменю (Україна), мильного каменю (США), сального каменю (Німеччина) та інші.

## Переробка і використання
Збагачується переважно пінною флотацією, іноді з магнітною сепарацією.
Найціннішим є тальк з низьким вмістом заліза. Використовують у ґумовій, паперовій, парфумерній, фармацевтичній та інших галузях промисловості, як вогнетривкий матеріал. Керамічна, цегельно-черепична сировина. Щільний різновид тальку — стеатит — виробний камінь.
У промисловості використовують переважно мелений тальк, або тальковий порошок. Тальковий порошок застосовують у паперовій промисловості як наповнювач паперу; в лакофарбовій промисловості — для одержання антикорозійних атмосферостійких фарб; в керамічній промисловості — для виготовлення високовольтних ізоляторів, автосвічок, кераміки, електронагрівальних приладів, кислото- і лугостійкої апаратури, технічного і побутового посуду, облицювальних плиток та інших виробів; в парфумерній і фармацевтичній промисловості — для виготовлення пудри, зубного порошку, присипок, як наповнювач для таблеток та ін.; у сільському господарстві — як наповнювач для інсектицидів, для очищення зернових культур. Тальковий камінь застосовують, головним чином, у металургійній і скляній промисловості для виготовлення вогнетривкої цегли, кислото- і лугостійкого посуду, розподільних дощок та інших цілей. На Криворіжжі (Інгулець) на тальковій сировині працює цегельний завод потужністю 60 млн.шт. цегли на рік.

## Різновиди
Розрізняють:
- Єрнта́льк — різновид тальку, який містить до 9 % Fe2O3.
- Тальк-апатит (продукт розкладу апатиту),
- Тальк водний (брусит),
- Тальк волокнистий (суцільні аґреґати тальку, які здаються складеними з волокнистих індивідів),
- Тальк-гідрат (брусит),
- Тальк блакитний (кіаніт),
- Тальк залізистий або мінесотаїт (різновид тальку, що містить до 7,83 % FeO),
- Тальк залізний (різновид тальку, що містить до 9,25 % Fe2O3),
- Тальк кальціїстий (різновид тальку, що містить до 11,8 % СаО),
- Тальк-кнебеліт, пікрокнебеліт (магніїстий кнебеліт — кнебеліт (Mn, Fe)2[SiO4], що містить до 6,6 % Mg),
- Тальк листуватий (аґреґати тальку, складені з листуватих індивідів),
- Тальк нікелистий (різновид тальку, що містить до 6 % NiO),
- Тальк-сапоніт (місцева назва змішано-шаруватого глинистого мінералу, Монтекьяро і Феррієре — Аппеніни, Італія),
- Тальк-трипліт (залізовмісний вагнерит Mg2[F|PO4], що містить понад 4 % FeO),
- Тальк фосфорнокислий (вагнерит, Mg2[F|PO4]),
- Тальк-хлорит (магніїстий хлорит, продукт розкладу клінохлору; Mg3[(OH)2|Si4O10]Mg3(OH)3, має склад серпентину і структуру хлориту),
- Тальк хромистий (різновид тальку, що містить понад 0,5 % Cr2O3),
- Тальк-шпінель (шпінель, що містить Mg).

## Вплив на здоров'я
Згідно з дослідженнями, використання жінками присипок з тальком в області геніталій може стати причиною розвитку раку яєчників, особливо для афроамериканок.
Тривале вдихання пилу тальку може викликати запалення легенів подібне до бронхіту, відоме як талькоз. Інший різновид талькозу викликається потраплянням талькового порошку з рукавичок хірурга у відкриту черевну порожнину пацієнтів під час операцій.